# رومانو باتیستی
رومانو باتیستی (انگلیسی: Romano Battisti؛ زادهٔ ۲۱ اوت ۱۹۸۶) ورزشکار روئینگ اهل ایتالیا است.
وی در مسابقات کشوری و بین‌المللی در مجموع برندهٔ ۲ مدال نقره، ۱ مدال برنز شده‌است.